# Liste der Straßen von Talheim
Die Liste der Straßen in Talheim führt Bedeutungen und etwaige besondere Umstände der Namensgebung der Straßen in Talheim im baden-württembergischen Landkreis Heilbronn auf.

## Allgemeines
Abgesehen von den von der Gemeinde benannten Straßen und der Schwäbischen Dichterstraße führen folgende Bundes- und Kreisstraßen durch die Gemarkung der Gemeinde:
- Bundesstraße 27
- Kreisstraße 2080
- Kreisstraße 2081
- Kreisstraße 2155

Während im Ortskern die Namen durch Gewohnheiten oder Besonderheiten im Straßenverlauf oder naher Bauwerke entstanden sind (z. B. Lange Gasse, Staffelweg, Brunnengasse), wurden in Wohngebieten die Straßennamen zumeist thematisch vergeben. So dominieren z. B. im Wohngebiet Wart die Rebsorten (Burgunderweg, Muskatellerweg usw.), im Baugebiet Jungen Bäume (Ahornweg, Akazienweg, Robinienweg, Lindenweg), im Baugebiet Mühläcker historische Themen (Ganerbenstraße, Alemannenstraße, Lämlinweg, Deutschordenstraße) und im Baugebiet Hundsberg Schriftsteller und Dichter (Goethestraße, Schillerstraße, Hermann-Löns-Straße, Uhlandstraße, Mörikeweg usw.).

## Straßenliste
| Name/Lage                              | Beschreibung | Namensherkunft | Historische Namen                                                      | Jahr der Benennung | Länge in Metern | Straßenschlüssel | Bild        |
| A                                      | A | A | A                                                                      | A                  | A               | A                | A           |
| -------------------------------------- | --- | --- | ---------------------------------------------------------------------- | ------------------ | --------------- | ---------------- | ----------- |
| Adolf-Trefz-Weg (Standort)             | | Benannt nach dem Talheimer Müller und ehemaligen Vorsitzenden der örtlichen Genossenschaftsbank, Adolf Trefz, auf dessen Grundstück der Weg angelegt wurde.                                                   |                                                                        |                    |                 | HN09419016       | BW          |
| Agendorfer Weg (Standort)              | | |                                                                        |                    |                 | HN09419001       | BW          |
| Ahornweg (Standort)                    | Befindet sich im Baugebiet Jungen. | Benannt nach der Baumart Ahorn. |                                                                        |                    |                 | HN09419004       | BW          |
| Akazienweg (Standort)                  | Befindet sich im Wohngebiet Jungen. | Benannt nach der Baumart Akazien. |                                                                        |                    |                 | HN09419002       | BW          |
| Alemannenstraße (Standort)             | | Benannt nach der westgermanischen Volksgruppe der Alamannen. |                                                                        |                    |                 | HN09419003       | BW          |
| Alter Rauher Stich (Standort)          | | |                                                                        |                    |                 | HN09419006       | BW          |
| Auf der Burg (Standort)                | | |                                                                        |                    |                 | HN09419011       | BW          |
| B                                      | | |                                                                        |                    |                 |                  |             |
| Bachstraße (Standort)                  | | Die Bachstraße führt an der Schozach entlang und hat daher ihren Namen. |                                                                        |                    |                 | HN09419012       | BW          |
| Badgasse (Standort)                    | | |                                                                        |                    |                 | HN09419016       | BW          |
| Bahnhofstraße (Standort)               | | Die Bahnhofstraße führte am Bahnhof Talheim vorbei, bis dieser in den 1980er Jahren abgerissen wurde. |                                                                        |                    |                 | HN09419021       | BW          |
| Bergstraße (Standort)                  | In ihrer Fortsetzung heißt sie Untergruppenbacher Straße. Beide sind Teil der Schwäbischen Dichterstraße. | Die Bergstraße ist so benannt, weil sie mit starker Steigung von 19 % den rechten Talhang erklimmt. |                                                                        |                    |                 | HN09419026       | BW          |
| Bremachstraße (Standort)               | | Neben der Weinbergstraße die zweite und obere Erschließungsstraße der Bremachsiedlung auf dem linken, flussaufwärtigen Hang mit Gewannnamen Bremach. Die Siedlung wurde nach dem Zweiten Weltkrieg errichtet. |                                                                        |                    |                 | HN09419031       | BW          |
| Breslauer Straße (Standort)            | | Benannt nach der polnischen Stadt Breslau. |                                                                        |                    |                 | HN09419033       | BW          |
| Brunnengasse (Standort)                | | In dieser Gasse stand früher ein Brunnen, geblieben ist heute davon ein Gedenkstein für ein darin ertrunkenes Kind.                                                                                           |                                                                        |                    |                 | HN09419036       | BW          |
| Burgunderweg (Standort)                | | Benannt nach der Rebsorte Burgunder. |                                                                        |                    |                 | HN09419040       | BW          |
| Burgweg (Standort)                     | | Der Burgweg führt vom Rathausplatz zur Oberen Burg. |                                                                        |                    |                 | HN09419041       | BW          |
| C                                      | | |                                                                        |                    |                 |                  |             |
| Christian-Leichtle-Straße (Standort)   | | Benannt nach dem Talheimer Lehrer Christian Leichtle (1892–1949), dem Gründer und ersten Leiter der Heilbronner Volkshochschule.                                                                              |                                                                        |                    |                 | HN09419038       | BW          |
| D                                      | | |                                                                        |                    |                 |                  |             |
| Deutschordenstraße (Standort)          | | Benannt nach dem Deutschen Orden, dessen Amtshaus früher das Talheimer Lämlinhaus war. |                                                                        |                    |                 | HN09419042       | BW          |
| E                                      | | |                                                                        |                    |                 |                  |             |
| Egerten (Standort)                     | | |                                                                        |                    |                 | HN09419043       | BW          |
| Eugen-Klöpfer-Straße (Standort)        | | Benannt nach dem in Talheim geborenen Schauspieler Eugen Klöpfer. |                                                                        |                    |                 | HN09419051       | BW          |
| F                                      | | |                                                                        |                    |                 |                  |             |
| Finkenweg (Standort)                   | | |                                                                        |                    |                 | HN09419056       | BW          |
| Fleiner Straße (Standort)              | | Die Straße führt über den Haigern in Richtung Flein nach Nordosten. |                                                                        |                    |                 | HN09419061       | BW          |
| Frankenstraße (Standort)               | | Benannt nach der westgermanischen Volksgruppe der Franken. |                                                                        |                    |                 | HN09419066       | BW          |
| Frauenbergstraße (Standort)            | | Neben den Herren von Talheim zählten zu den Ganerben ab 1453 auch die aus Feuerbach stammenden Herren von Frauenberg.                                                                                         |                                                                        |                    |                 | HN09419068       | BW          |
| Friedhofstraße (Standort)              | | An der Friedhofstraße liegt der ehemalige evangelische Friedhof. |                                                                        |                    |                 | HN09419071       | BW          |
| Fritz-Springer-Weg (Standort)          | | Benannt nach Fritz Springer (1906–1981), einem Talheimer Heimatdichter. |                                                                        |                    |                 | HN09419073       | BW          |
| G                                      | | |                                                                        |                    |                 |                  |             |
| Ganerbenstraße (Standort)              | | Benannt nach der Ganerbenrecht aus früheren Zeiten. |                                                                        |                    |                 | HN09419075       | BW          |
| Gartenstraße (Standort)                | | |                                                                        |                    |                 | HN09419076       | BW          |
| Geigersberg (Standort)                 | | Der Geigersbergweg führt den Talhang der gleichnamigen Anhöhe entlang. |                                                                        |                    |                 | HN09419081       | BW          |
| Goethestraße (Standort)                | | Benannt nach dem deutschen Dichter Johann Wolfgang Goethe. |                                                                        |                    |                 | HN09419086       | BW          |
| Gutshofstraße (Standort)               | | |                                                                        |                    |                 | HN09419088       | BW          |
| H                                      | | |                                                                        |                    |                 |                  |             |
| Hagelsteinweg (Standort)               | | |                                                                        |                    |                 | HN09419091       | BW          |
| Haigernstraße (Standort)               | | Die Haigernstraße führt auf den Haigern, einem Berg zwischen Talheim und Flein. |                                                                        |                    |                 | HN09419096       | BW          |
| Hanns-Reeger-Weg (Standort)            | | Benannt nach dem Talheimer Maler und Ehrenbürger Hanns Reeger. |                                                                        |                    |                 | HN09419106       | BW          |
| Hans-Helmer-Straße (Standort)          | | Benannt nach Hans Helmer, der von 1909 bis 1933 erst Schultheiß und dann Bürgermeister von Talheim war. |                                                                        |                    |                 | HN09419101       | BW          |
| Hauptstraße (Standort)                 | Die Hauptstraße ist die zentrale talquerende Straße in Talheim und führt vom linken Talhang bis an den Fuß des rechten. Die Hauptstraße ist Teil der Schwäbischen Dichterstraße. Sie erhielt ihren Namen nach dem Zweiten Weltkrieg, zur Zeit des Nationalsozialismus davor hieß sie Adolf-Hitler-Straße. Davor wiederum umfasste sie nicht ihre ganze heutige Länge, sondern Teilstücke hatten andere Namen, etwa die Grubengasse im Abschnitt Schozacher Straße – Bahnhofstraße. | | Adolf-Hitler-Straße, Grubengasse                                       |                    |                 | HN09419111       | Hauptstraße |
| Heilbronner Straße (Standort)          | Die Heilbronner Straße liegt im Industriegebiet Rauher Stich . | Die Straße führt in Richtung Norden nach Heilbronn. |                                                                        |                    |                 | HN09419116       | BW          |
| Heinrich-Heine-Straße (Standort)       | | Benannt nach dem deutschen Dichter Heinrich Heine. |                                                                        |                    |                 | HN09419117       | BW          |
| Hermann-Löns-Weg (Standort)            | | Benannt nach dem deutschen Journalist und Schriftsteller Hermann Löns. |                                                                        |                    |                 | HN09419119       | BW          |
| Hermann-Stehr-Weg (Standort)           | | Benannt nach dem deutschen Schriftsteller Hermann Stehr. |                                                                        |                    |                 | HN0941912        | BW          |
| Herzog-Ulrich-Weg (Standort)           | | Benannt nach Ulrich von Württemberg, Herzog von Württemberg 1498 bis 1550. |                                                                        |                    |                 | HN09419123       | BW          |
| Hetzelgasse (Standort)                 | | Hetzel ist eine Variante des Namens Herrmann |                                                                        |                    |                 | HN09419121       | BW          |
| Hofstetterweg (Standort)               | | |                                                                        |                    |                 | HN09419131       | BW          |
| Horkheimer Straße (Standort)           | | Die Horkheimer Straße begrenzt das Dorf an der Westseite und führt, nach anschließender Querung der B 27, nach Horkheim im Nordnordwesten.                                                                    |                                                                        |                    |                 | HN09419136       | BW          |
| Hundsbergstraße (Standort)             | | Benannt nach dem Hundsberg rechts des Tales, auf dem sie verläuft. |                                                                        |                    |                 |                  | BW          |
| Hölderlinweg (Standort)                | | Benannt nach dem aus der Nachbarstadt Lauffen am Neckar stammenden Dichter Friedrich Hölderlin. |                                                                        |                    |                 | HN09419126       | BW          |
| Hühnerbrünnele (Standort)              | | Benannt nach dem gleichnamigen Gewann, auf dem wiederum das Wohngebiet Hühnerbrünnele steht, das von dieser Straße erschlossen wird.                                                                          |                                                                        |                    |                 | HN09419143       | BW          |
| I                                      | | |                                                                        |                    |                 |                  |             |
| Im Jungen (Standort)                   | | Benannt nach dem Gewann und Wohngebiet Jungen, durch das sie verläuft. |                                                                        |                    |                 | HN09419147       | BW          |
| Im Pfädle (Standort)                   | | Benannt nach dem Gewann Pfädle, durch das die Straße führt. |                                                                        |                    |                 | HN09419151       | BW          |
| Im Rappen (Standort)                   | | |                                                                        |                    |                 | HN09419156       | BW          |
| In den Forstwiesen (Standort)          | | |                                                                        |                    |                 | HN09419166       | BW          |
| In den Hofwiesen (Standort)            | | |                                                                        |                    |                 | HN09419171       | BW          |
| In den Küferlesgärten (Standort)       | | |                                                                        |                    |                 | HN09419176       | BW          |
| In der Wart (Standort)                 | Erschließungsstraße des Baugebiets Wart. | Benannt nach der Lage im Gewann Wart. |                                                                        |                    |                 | HN09419178       | BW          |
| J                                      | | |                                                                        |                    |                 |                  |             |
| Julius-Krais-Straße (Standort)         | | Benannt nach dem schwäbischen Pfarrer und Dichter Julius Krais. |                                                                        |                    |                 | HN0941918        | BW          |
| Jungholzstraße (Standort)              | | |                                                                        |                    |                 | HN09419181       | BW          |
| Justinus-Kerner-Straße (Standort)      | | Benannt nach dem deutschen Dichter und Arzt Justinus Kerner. |                                                                        |                    |                 | HN09419188       | BW          |
| K                                      | | |                                                                        |                    |                 |                  |             |
| Karlstraße (Standort)                  | | |                                                                        |                    |                 | HN09419191       | BW          |
| Keltergasse (Standort)                 | | |                                                                        |                    |                 | HN09419196       | BW          |
| Kohlsteinweg (Standort)                | | |                                                                        |                    |                 |                  | BW          |
| Kurze Gasse (Standort)                 | | Eine kleine Straßenspange im alten Dorfkern. |                                                                        |                    |                 | HN09419201       | BW          |
| Königsberger Straße (Standort)         | | Benannt nach der früheren deutschen Stadt Königsberg (Preußen). |                                                                        |                    |                 | HN09419198       | BW          |
| L                                      | | |                                                                        |                    |                 |                  |             |
| Landturmstraße (Standort)              | Die Landturmstraße begrenzt im Süden das Dorf an der Westseite und führt, am Lauffener Landturm vorbei, in Richtung Neckarwestheim nach Süden. | Benannt nach dem an der Straße liegenden Lauffener Landturm. |                                                                        |                    |                 | HN09419206       | BW          |
| Lange Gasse (Standort)                 | Straße, die am Ost- und Nordrand des alten Dorfkerns verläuft. | |                                                                        |                    |                 | HN09419211       | BW          |
| Lauffener Straße (Standort)            | Die Lauffener Straße ist Teil der Schwäbischen Dichterstraße. | Die Lauffener Straße führt nach Südwesten in Richtung Lauffen am Neckar und mündet bald in die B 27. |                                                                        |                    |                 | HN09419216       | BW          |
| Lembergerweg (Standort)                | | Benannt nach der Rebsorte Lemberger. |                                                                        |                    |                 | HN0941922        | BW          |
| Lerchenweg (Standort)                  | | |                                                                        |                    |                 | HN09419221       | BW          |
| Lindenweg (Standort)                   | | |                                                                        |                    |                 | HN09419223       | BW          |
| Lohrain (Standort)                     | | |                                                                        |                    |                 | HN09419222       | BW          |
| Lämlinweg (Standort)                   | | Benannt nach der Talheimer Patrizierfamilie Laemmlin. |                                                                        |                    |                 | HN09419204       | BW          |
| M                                      | | |                                                                        |                    |                 |                  |             |
| Meisenhalde (Standort)                 | | |                                                                        |                    |                 | HN09419225       | BW          |
| Meisenweg (Standort)                   | | |                                                                        |                    |                 | HN09419226       | BW          |
| Merowingerstraße (Standort)            | | Benannt nach der fränkischen Königsdynastie der Merowinger. |                                                                        |                    |                 | HN09419228       | BW          |
| Muskatellerweg (Standort)              | | Benannt nach der Rebsorte Muskateller. |                                                                        |                    |                 | HN09419237       | BW          |
| Mäuswedel (Standort)                   | | |                                                                        |                    |                 | HN09419224       | BW          |
| Mörikeweg (Standort)                   | | Benannt nach dem Schriftsteller Eduard Mörike. |                                                                        |                    |                 | HN09419231       | BW          |
| Mühlstraße (Standort)                  | | Benannt nach ihrem Ausgangspunkt, der ehemaligen Talheimer Mühle. |                                                                        |                    |                 | HN09419236       | BW          |
| Mühläckerring (Standort)               | | Ringstraße, die durch das Baugebiet Mühläcker führt. |                                                                        |                    |                 | HN09419233       | BW          |
| N                                      | | |                                                                        |                    |                 |                  |             |
| Nußbäumle (Standort)                   | | |                                                                        |                    |                 | HN09419238       | BW          |
| P                                      | | |                                                                        |                    |                 |                  |             |
| Panoramastraße (Standort)              | | Die Panoramastraße verläuft auf einen Hügel im Osten, von ihr hat man einen weiten Überblick über das Dorf.                                                                                                   |                                                                        |                    |                 | HN09419241       | BW          |
| Parkweg (Standort)                     | | Der Parkweg führt zum Schlosspark des Unteren Schlosses. |                                                                        |                    |                 | HN0941924        | BW          |
| Pestalozzistraße (Standort)            | | |                                                                        |                    |                 | HN09419243       | BW          |
| Pfarrgasse (Standort)                  | | Die Pfarrgasse führt am ehemaligen Pfarrhaus und früheren Lämlinhaus vorbei. |                                                                        |                    |                 | HN09419246       | BW          |
| Philosophenweg (Standort)              | Der Fußgängerweg führt an der Schozach entlang. | Der Weg entlang der Schozach wurde nach dem Vorbild des Heidelberger Philosophenweges benannt. |                                                                        | 2006               |                 |                  | BW          |
| Prinz-Eugen-Straße (Standort)          | | Benannt nach Eugen von Savoyen, Feldherr des Hauses Österreich sowie Kunstsammler und Mäzen. |                                                                        |                    |                 | HN09419251       | BW          |
| Q/R                                    | | |                                                                        |                    |                 |                  |             |
| Rathausplatz (Standort)                | | Benannt nach dem an seiner Nordseite errichteten Rathauses | Kaitlandplatz, ab 1920er Jahre Adolf-Hitler-Platz, ab 1945 Kelterplatz | 1980               |                 | HN09419254       | BW          |
| Rauher Stich (Standort)                | | |                                                                        |                    |                 | HN09419256       | BW          |
| Rieslingweg (Standort)                 | | Benannt nach der Rebsorte Riesling. |                                                                        |                    |                 | HN09419259       | BW          |
| Robert-Bopp-Straße (Standort)          | | Benannt nach Robert Bopp, dem Gründer des örtlichen Steinbruchbetriebs. |                                                                        |                    |                 | HN09419261       | BW          |
| Robinienweg (Standort)                 | | Benannt nach der Baumsorte Robinien. |                                                                        |                    |                 | HN09419262       | BW          |
| Rohräckerweg (Standort)                | | Weg, der durch das Gewann Rohräcker führt. |                                                                        |                    |                 | HN09419271       | BW          |
| Römerweg (Standort)                    | | Ein alter Weg südlich-parallel zur Hauptstraße, der angeblich schon zur Römerzeit bestand. |                                                                        |                    |                 | HN09419266       | BW          |
| S                                      | | |                                                                        |                    |                 |                  |             |
| Samtrotweg (Standort)                  | | Benannt nach der Rebsorte Samtrot. |                                                                        |                    |                 | HN09419273       | BW          |
| Schillerstraße (Standort)              | | Benannt nach dem deutschen Dichter Friedrich Schiller. |                                                                        |                    |                 | HN09419276       | BW          |
| Schloßstraße (Standort)                | | Die Schloßstraße führt auf der rechten Talseite zum Unteren Schloss im Norden des Dorfs. |                                                                        |                    |                 | HN09419281       | BW          |
| Schmalzberg (Standort)                 | | |                                                                        |                    |                 | HN09419284       | BW          |
| Schozacher Straße (Standort)           | | Die Straße führt in Richtung Südsüdosten nach Schozach (Ilsfeld). |                                                                        |                    |                 | HN09419286       | BW          |
| Schulweg (Standort)                    | In den 1980er Jahren wurde das Teilstück, das vom Schulhaus in die Ortsmitte am Zehnthaus vorbeiführt, von der Gemeinde an Anlieger verkauft und für die Öffentlichkeit gesperrt. Dieser Wegabschnitt war auch als Kirchenstaffel bekannt und gilt als einer der ältesten Wege Talheims. | Fußweg, der von der Hauptstraße hoch zum früheren evangelischen Schulhaus führt. | Kirchenstaffel                                                         |                    |                 | HN09419291       | BW          |
| Sibyllenweg (Standort)                 | | |                                                                        |                    |                 | HN09419293       | BW          |
| Silcherweg (Standort)                  | | Benannt nach Friedrich Silcher, einem deutschen Komponisten und Musikpädagogen. |                                                                        |                    |                 | HN09419296       | BW          |
| Silvanerweg (Standort)                 | | Benannt nach der Rebsorte Silvaner. |                                                                        |                    |                 | HN09419298       | BW          |
| Sonnenstraße (Standort)                | | |                                                                        |                    |                 | HN09419301       | BW          |
| Sontheimer Feld (Standort)             | | Befindet sich am nördlichen Ende der Gemarkung, an der Grenze zum Heilbronner Stadtteil Sontheim. |                                                                        |                    |                 | HN09419305       | BW          |
| Sontheimer Straße (Standort)           | Die Sontheimer Straße ist die Verlängerung der Bahnhofstraße. | Die Sontheimer Straße führt in Richtung Sontheim (Heilbronn) im Norden. |                                                                        |                    |                 | HN09419306       | BW          |
| Soultzmatter Straße (Standort)         | | Die Straße ist nach der Talheimer Partnergemeinde Soultzmatt benannt. |                                                                        |                    |                 | HN09419311       | BW          |
| Sperberseckstraße (Standort)           | | Benannt nach den Herren von Sperberseck. |                                                                        |                    |                 | HN09419316       | BW          |
| Staffelweg (Standort)                  | | Auf dem Weg befindet sich eine Treppe, schwäbisch Staffel genannt. |                                                                        |                    |                 | HN09419321       | BW          |
| Sturmfederstraße (Standort)            | | Benannt nach den Herren Sturmfeder von Oppenweiler, von denen vermutlich das Untere Schloss in Talheim erbaut wurde.                                                                                          |                                                                        |                    |                 | HN09419326       | BW          |
| T                                      | | |                                                                        |                    |                 |                  |             |
| Tannenäckerweg (Standort)              | | |                                                                        |                    |                 | HN09419341       | BW          |
| Tauchstein (Standort)                  | | Benannt nach dem Gewann Tauchstein an der Südspitze des Dorfes, auf dem die Straße verläuft. Sie führt am Tauchsteinsee vorbei, dem Weiher eines aufgelassenen Steinbruchs.                                   |                                                                        |                    |                 | HN09419343       | BW          |
| Theodor-Storm-Weg (Standort)           | | Benannt nach dem deutschen Schriftsteller Theodor Storm. |                                                                        |                    |                 | HN09419345       | BW          |
| Traminerweg (Standort)                 | | Benannt nach der Rebsorte Traminer |                                                                        |                    |                 | HN09419348       | BW          |
| Trollingerweg (Standort)               | | Benannt nach der Rebsorte Trollinger |                                                                        |                    |                 | HN09419347       | BW          |
| Türkenlouisschanze (Standort)          | | Die Türkenlouisschanze ist nach dem Markgraf Ludwig Wilhelm von Baden-Baden benannt. |                                                                        |                    |                 | HN09419346       | BW          |
| U                                      | | |                                                                        |                    |                 |                  |             |
| Uhlandstraße (Standort)                | | Benannt nach dem deutschen Schriftsteller Ludwig Uhland. |                                                                        |                    |                 | HN09419351       | BW          |
| Untergruppenbacher Straße (Standort)   | Die Untergruppenbacher Straße ist die Fortsetzung der Bergstraße und wie diese ein Teil der Schwäbischen Dichterstraße. | Die Untergruppenbacher Straße führt in Richtung Untergruppenbach nach Osten. |                                                                        |                    |                 | HN09419356       | BW          |
| V/W                                    | | |                                                                        |                    |                 |                  |             |
| Weinbergstraße (Standort)              | Sie erschließt zusammen mit der Bremachstraße das nach dem Zweiten Weltkrieg ausgewiesene Baugebiet Bremachsiedlung. | Angelegt auf früher als Weinberg genutztem Gebiet. |                                                                        |                    |                 | HN09419366       | BW          |
| Wilhelm-von-Humboldt-Straße (Standort) | | Benannt nach dem Naturforscher Wilhelm von Humboldt. |                                                                        |                    |                 | HN09419373       | BW          |
| Winzerweg (Standort)                   | | |                                                                        |                    |                 | HN09419371       | BW          |
| Wollenberg (Standort)                  | | |                                                                        |                    |                 | HN09419374       | BW          |
| X/Y/Z                                  | | |                                                                        |                    |                 |                  |             |
| Zehentgasse (Standort)                 | | |                                                                        |                    |                 | HN09419376       | BW          |

## Quelle
- Gemeindeentwicklungsplan Leitbild (PDF; 2,6 MB)